# Stichtse Landbrief

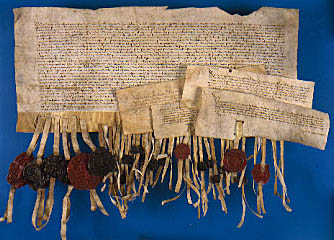
Stichtse Landbrief (bron: Het Utrechts Archief).

De Stichtse Landbrief was een schriftelijke vastlegging in de late middeleeuwen van diverse rechten en plichten binnen het Nedersticht tussen de bisschop van Utrecht als vorst/landsheer, en een raad die gevormd werd vanuit Utrechtse geestelijken, edelen op het platteland en diverse steden. De in geldnood gekomen bisschop Arnold van Horne werd via deze oorkonde in 1375 gedwongen een deel van zijn macht over te dragen aan de raad door ze onder meer medezeggenschap te geven.
Via de Landbrief werden beslissingen over onder meer financiële zaken als belastingen, oorlog, bestuur, benoemingen en rechtspraak sterker gebonden over meerdere partijen. De partijen in de oorkonde hadden tevens overlappende belangen en vanouds waren er familiale banden tussen. 
De geestelijkheid als lid in de raad werd gevormd vanuit de vijf kapittels in de stad Utrecht: Dom, Oud-Munster, Sint-Marie, Sint-Jan en Sint-Pieter. De edelen, de nieuwe ridderadel, een versmelting van de oude adel met de nieuwe adel ontstaan uit machtig geworden ministerialen, vormden een plattelandsvertegenwoordiging en zouden ook wel bekend komen te staan als de ridderschap. Stad en steden vormden de derde partij. Hierin zaten naast de stad Utrecht diverse kleine steden in het Nedersticht. In eerste instantie waren dat Amersfoort en Rhenen, later ook Wijk bij Duurstede (1459) en Montfoort (1536). De voornaamste speler in de raad was de stad Utrecht die hierin was oververtegenwoordigd.
De Stichtse Landbrief is een markering in het staatsrechtelijke veranderingsproces met standen die een steeds krachtigere rol kregen als opponent van de bisschop. De Landbrief werd opgemaakt in een tijd dat standenvertegenwoordigingen algemeen ontsproten in Europa. In het Utrechtse was al voorafgaand aan de Stichtse Landbrief een kentering gaande waarin onderdanen een sterkere positie afdwongen. De oorkonde werd beschouwd als een vorm van gewestelijke grondwet, waar nieuwe bisschoppen aan gebonden werden. In Utrecht zouden de drie eisende partijen nog eeuwenlang gaan doorwerken in de politiek. De Staten van Utrecht waren rechtstreeks een uitvloeisel van de drie standen die zich hadden verenigd. 